# Теплокровність
Теплокро́вність або Гомойотермія або ендотермія — у класичному і звичайному розумінні, це здатність організмів підтримувати постійну температуру тіла (термічний гомеостаз) незалежно від температури навколишнього середовища. Ця здатність передбачає можливість охолодження або нагріву тіла. Теплокровні тварини переважно контролюють температуру свого тіла за рахунок регулювання швидкості обміну речовин.
Проте, термін «теплокровність» (як і «холоднокровність») зараз визначений дуже нечітко та існують декілька можливих визначень терміна, що приводить до непорозумінь. Неможливо розділити всі організми на дві категорії при будь-якому визначенні. Підтримка температури тіла залучає велику кількість механізмів, що дають в результаті майже безперервний спектр температур тіла та ступеню впливу навколишнього середовища, із ідеальними класичними визначеннями на протилежних кутах цього спектру.

## Визначення терміна «теплокровність»
Зазвичай термін «теплокровність» посилається на три окремі аспекти терморегуляції:
1. Ендотермія (від грец. endo — «в межах» і therm — «тепло») — здатність деяких організмів контролювати температури своїх тіл за допомогою внутрішніх засобів, наприклад, тремтіння м'язів або внутрішньоклітинних засобів. Деякі автори обмежують значення терміна конкретними механізмами підвищення швидкості метаболізму тварин для отримання тепла. Протилежність ендотермії — екзотермія.
2. Гомойотермія (від грец. homoios — «схожий» і therm — «тепло») — терморегуляція, що дозволяє підтримувати постійну внутрішню температуру тіла, незважаючи на зовнішній вплив. Ця температура зазвичай вища, ніж температура безпосереднього оточення. Протилежність гомойотермії — пойкілотермія.
3. Тахіметаболізм (від грец. tachy — «швидко» і metabol — «змінюватися») — вид терморегуляції, характерний для організмів із високим рівнем основного обміну, тобто швидкості метаболізму у стані спокою. Тахіметаболічні організми, по суті, зберігають високу активність протягом всього часу. Хоча їх основний обмін і повільніший їх швидкість основного обміну в активному стані, різниця не така велика, як у брадіметаболічних організмах. Тахіметаболічні організми, зазвичай, потребують більше їжі та гірше переносять її нестачу.
Переважна більшість організмів, як традиційно називаються «теплокровними» (ссавці і птахи), відповідають всім трьом визначенням. Проте, протягом другої половини 20-го століття, дослідження тварин виявили багато видів, що належать до однієї з цих груп, але не відповідають всім трьом визначенням теплокровності. Наприклад, багато кажанів та малих птахів — пойкілотермічні і брадіметаболічні під час сну. Для цих організмів використовується інший термін — гетеротермія.
З іншого боку, дослідження тварин, які традиційно вважалися холоднокровними, показали, що більшість організмів мають різні комбінації властивостей, характерних для теплокровних тварин, разом із властивостями, характерними для холоднокровних (ектотермія, пойкілотермія і брадіметаболізм), таким чином створюючи широкий спектр типів терморегуляції тіла.

## Механізми терморегуляції традиційно теплокровних тварин

### Створення та збереження тепла
Організми, що традиційно вважаються теплокровними, мають велике число мітохондрій на клітину, що надає їм можливість виробляти тепло, збільшуючи швидкість «спалювання» жирів і цукрів. Це вимагає набагато більшої кількості їжі, ніж кількість, що споживають холоднокровні тварини, для відновлення жирових та цукрових резервів.
Багато ендотермічних тварин доповнюють клітинний механізм тремтінням в холодних умовах, з ціллю перетворення жирів та цукрів на тепло за допомогою мускульної активності. Зимою, коли часто не вистачає їжі для підтримки високої швидкості обміну речовин протягом всього дня, деякі організми переходять в гіпотермічний стан, відомий як сплячка або глибокий сон. У такому стані енергія зберігається за рахунок зниження температури тіла. Багато птахів і маленьких ссавців (наприклад тенреки) також дозволяють температурі тіла знижуватися вночі, скорочуючи споживання енергії, необхідної для підтримки температури тіла. Навіть людина дещо знижує швидкість метаболізму протягом сну.
Втрата тепла більше загрожує невеликим організмам, оскільки вони мають більше співвідношення зовнішньої площі до об'єму. Найменші теплокровні тварини мають теплоізоляцію у вигляді хутра або пір'я. Водні теплокровні тварини загалом використовують глибокі шари жиру під шкірою для ізоляції, через те що хутро або пір'я неефективні в їх оточеннях. Пінгвіни використовують як пір'я, так і жир, через те що їх напіввовняний спосіб життя обмежує ступінь ізоляції, яку може надати пір'я. Птахи, особливо болотяні, мають кровоносні судини на нижніх частинах ніг, що служать теплообмінниками — вени розташовані поряд з артеріями і тому забирають їх тепло і переносять його назад у кровотік. Багато теплокровних тварин білі або світлі, скорочуючи втрату тепла за рахунок випромінювання і через скорочення потоку крові через шкіру.

### Охолодження та запобігання перегріву
В тропічному і екваторіальному кліматі і протягом літа у помірних районах перегрів є такою ж загрозою, як і холод. У жарких умовах багато теплокровних тварин збільшують втрату тепла збільшенням дихання та випарюванням вологи у легенях, та збільшенням потоку крові через шкіру. Безволосі і коротковолосі ссавці, крім того, пітніють, тому що випаровування поту також знижує температуру. Слони зберігають спокій, використовуючи свої величезні вуха подібно до радіаторів: вони розмахують своїми вухами, збільшуючи потік повітря над ними.

## Порівняння теплокровної та холоднокровної стратегій

### Переваги швидкого метаболізму
Повна швидкість метаболізму тварин зростає приблизно удвічі на кожні 10 C° підвищення температури тіла (крім випадків, коли необхідно уникати гіпертермії). Теплокровність не забезпечує більшу швидкість руху, ніж холоднокровність — холоднокровні тварини можуть рухатися так само швидко, як і теплокровні тварини того ж розміру і будови тіла. Але теплокровні тварини значно витриваліші, ніж холоднокровні організми, тому що їх швидший метаболізм дозволяє швидко відновлювати джерела енергопостачання (особливо АТФ) і усувати продукти метаболізму (особливо молочну кислоту). Це надає можливість теплокровним хижакам наздоганяти здобич, а потенційній теплокровній здобичі уникати холоднокровних хижаків (за умовами уникнення початкового нападу або засідки), що робить теплокровних тварин успішнішими.

### Переваги гомейотермії
Ферменти мають сильну залежність активності від температури і їх ефективність набагато зменшується за межами оптимальної температури. Організми із постійною температурою тіла, таким чином можуть використовувати ферменти, найефективніші при певній температурі. Інша перевага гомойотермічних тварин полягає в їх здатності підтримувати постійну температуру тіла та активність навіть за умовами дуже холодної погоди. Пойкілотермічні організми повинні або ефективно функціювати далеко за межами максимальної температури протягом більшості часу, або витрачати додаткові ресурси для створення ширшого ряду ферментів, щоб покрити ширший ряд температур тіла.

### Недоліки теплокровності

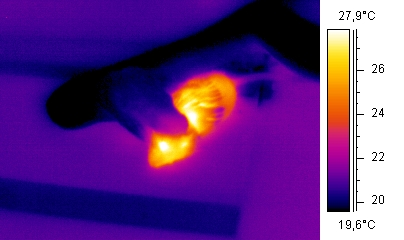
Термограма: холоднокровна змія пожирає теплокровну мишу

Оскільки теплокровні тварини використовують ферменти, які специфічні для вузького ряду температур, гіпотермія (перехолодження) тіла швидко приводить до втрати активності та смерті. Також для підтримки постійної температури необхідна енергія — це приводить до необхідності гомуйотермічним тваринам споживати набагато більше їжі, ніж пойкілотермічним.
Тремтіння та спалювання жиру для підтримки температури вимагає великих витрат енергії, що приводить до певних проблем, наприклад:
- протягом зими, багато маленьких птахів втрачають біля третини ваги свого тіла протягом ночі.
- загалом теплокровна тварина вимагає від 5 до 10 разів більше їжі, ніж холоднокровна тварина того ж розміру і будови, тому холоднокровні тварини краще виживають за умов голоду й у безплідних середовищах.

## Контроль температури холоднокровних тварин
Наукове розуміння механізмів терморегуляції значно просунулося з часу створення класичного поділу організмів на теплокровних та холоднокровних, в результаті була досліджена велика кількість таких механізмів.
Багато «холоднокровних» тварин використовують динамічні засоби для регулювання своїх внутрішніх температур:
- Ящірки і змії гріються на сонці вранці та увечері, і шукають притулок в полуденний час.
- Багато видів бджіл і метеликів активно махають крилами для підняття температури м'язів перед польотом.
- Бджоли у великих вуликах охолоджують вулик протягом жарких періодів, збираючись біля входів і використовуючи свої крила як вентилятори, продуваючи холодніше зовнішнє повітря через вулик. Вони також нагрівають вулик за часів холодів, збираючись посередині і тремтячи для виробництва тепла.
- Насипи термітів зазвичай орієнтуються в північно-південному напрямку таким чином, що вони поглинають максимально можливу кількість тепла як уранці та увечері, та мінімізують абсорбцію тепла удень.

Деякі інші «холоднокровні» організми використовують внутрішні механізми для підтримки температури тіла вищою за рівень середовища:
- Тунець і риба-меч довго вважалися чисто холоднокровними тваринами. Вони мешкають на великих океанських глибинах, де вода дуже холодна. Риба-меч, проте, може піднімати температуру свого мозку і очей, що дозволяє пришвидшувати рухи ока та обробку інформації під час полювання. Тунці можуть нагрівати все тіло за допомогою механізмів рете-мірабле (лат. rete mirabile), що допомагають утримувати тепло усередині тіла, і мінімізують втрату тепла через зябра. Їх плавникові м'язи розміщені біля центру тіла, що мінімізує втрату тепла.
- «Теплокровні» акули (наприклад, мако і біла акула) мінімізують втрату тепла, використовуючи свої зябра як теплообмінники — вени розташовані поряд з артеріями і тому переносять тепло від артерій назад до тіла.
- Великі морські черепахи проявляють інерційну гомейотермію (гігантотермію) — їх організм мінімізує втрату тепла завдяки низькому співвідношенню зовнішньої площі тіла до його об'єму.